# 武汉晚报
《武汉晚报》是中国最早的晚报之一，创刊于1961年5月1日。2003年12月28日，《长江日报》、《武汉晚报》联手，组建长江日报报业集团。2005年，在第58届世界报业大会发布的最新“世界日报发行量前100名”名单上，《武汉晚报》排名世界第85位，日均发行量80万份。据中国中央电视台读者调查2003年数据显示：《武汉晚报》家庭订阅率武汉第一，人均阅订报龄、读者文化程度、读者个人月收入、读者家庭月收入、读者个人月支出、读者家庭月支出、读者广告关注度、读者广告接受度等十大主要传播数据在武汉报媒中位居第一。